# Bøje Benzon
Bøje Benzon (11. august 1891 i Ordrup – 14. oktober 1976) var en dansk farmaceut, erhvervsmand og fondsstifter.
Bøje Benzon blev født ind i det kendte apotekerdynasti som søn af apoteker, fabrikejer Alfred Benzon og hustru Johanne f. Bissen (død 1930). Han blev student 1909 og tog filosofikum året efter, blev cand.pharm. 1915 og foretog studier ved Polytechnicum i Zürich 1916-17. Han var delegeret ved Dansk Røde Kors i Rusland 1918-19, medarbejder ved Institut Pasteur i Paris 1920-23, blev dr.scient. ved Sorbonne 1923, assistent ved Tuborgs Laboratorium 1924-25, medindehaver af firmaet Alfred Benzon A/S 1928-36, direktør 1936-62 og formand i bestyrelsen for A/S Alfred Benzon fra 1936 og for Alfred Benzons Fond fra 1952 (stiftet samme år).
Ligesom sin bedstefar havde Benzon stor interesse for naturen, og han foretog indsamlingsekspeditioner relateret til zoologi, naturfredning og dyrebeskyttelse. Han besad tillidshverv i talrige foreninger og organisationer i Danmark og udlandet.
Han var således formand i bestyrelsen (og 1954-56 direktør) for Zoologisk Have i København til 1965, derefter næstformand til 1967; formand i bestyrelsen for De forenede Gummi- og Luftringefabriker til 1969, for Dansk Havjagtforening til 1968 og for A/S Mecobenzon; medlem af bestyrelsen for A/S Bevitra, for Fonden til det pharmaceutiske Studiums Fremme til 1970, for Motorbådsforeningen til 1970, for Etnografisk Samlings Venner til 1970, for Danmarks Naturfredningsforening til 1967 og for Orlogsmuseets Venner til 1970; næstformand for Dansk Jagt- og Skovbrugsmuseum i Hørsholm; vicepræsident for Conseil International de la Chasse 1950-59, æresmedlem 1973; Member of the executive Board of the international Wildfowl Research Bureau til 1969; medarbejder ved Haandbog for Jægere, Danmarks Pattedyr og Dansk Jagtleksikon. 
Danmarks Naturfredningsforenings repræsentant fra 1935 og formand 1935-72 for den danske sektion i The International Committee for Bird Preservation, formand for den europæiske afd. af samme 1947-61; bestyrelsesmedlem i L'Union internationale pour la protection de la nature 1948-58; korresp. medlem af The Zoological Society of London; medlem af Society for the Promotion of Nature Reserves, af The International Union of Biological Sciences, af The Fauna Preservation Society og af Kenya Wild Life Society; æresmedlem af The East African Professional Hunters Association, af The Shikar Club, af Foreningen af Fuglevenner og af Dansk Ornitologisk Forening, af Dansk Naturhistorisk Forening og den selvejende institution Zoologisk Haves bestyrelse 1971, Sølvmedalje (for undersøgelser om zink i planter) fra Académie d'Agriculture de France 1929, Motorbådsforeningens ærestegn i guld 1938, mindetegn om Galatheas jordomsejling 1951 samt Galathea-medaljen, tilkendt Geoffroy St. Hilaires store guldmedalje af Société Nationale D'acclimatation de France 1952; Hunting-Safari for Københavns Universitets zoologiske museum i Kenya januar-marts 1935, Kenya Uganda december 1936 – februar 1937, Congo, anglo-ægyptisk Sudan og Mombassa november 1946 – april 1947 (universitetets Centralafrikas ekspedition) og Cameroun april 1955; deltog i Galatheas jordomsejling som skytte december 1951 – januar 1952, CIPO's observatør ved La Conférence Internationale pour la Protection de la Faune et de la Flore en Afrique i Bukavu, Congo Beige, oktober 1953, formand for den internationale kommission for undersøgelse af ødelæggelse af
fældende gravænder ved RAF bombardement i den tyske bugt, august 1955, vicepræsident for The International Conférence on Oil Pollution of the Sea, København 1959, medlem af Club la Maison de la Chasse et de la Nature, Paris 1968; medlem af præsidiet for World Wildlife Fund Denmark 1972-75. Han var Kommandør af Dannebrog, Dannebrogsmand og Ridder af Æreslegionen m.fl.
Han lod villaen Stokkerup opføre 1934 ved arkitekten Henning Hansen på Strandvejen 724 i Springforbi.
Han blev gift 2. maj 1920 med Else f. Nielsen, f. 27. april 1895 på Binnitze, datter af godsejer Axel Nielsen (død 1933) og hustru Anna f. Tidemand (død 1937).

## Forfatterskab
- La présence de zinc dans les aliments d'origine végétale. Contributions à l'etude du role physiologique du zinchez les animaux, (disputats) Paris 1923.
- Mine afrikanske Udflugter, 1948.